# باسكونسايلوس ديل توزو
بلدية باسكونسايلوس ديل توزو (بالإسبانية: Basconcillos del Tozo)‏، هي إحدى بلديات مقاطعة برغش، التي تقع في منطقة قشتالة وليون، والتي تقع في شمال غرب إسبانيا.
يبلغ عدد سكانها 377 نسمة وفقاً لإحصائية سنة (2002).